# Oreopanax hederaceus
Oreopanax hederaceus är en araliaväxtart som beskrevs av José Cuatrecasas. Oreopanax hederaceus ingår i släktet Oreopanax och familjen Araliaceae. Inga underarter finns listade.